# Президентские выборы в Аргентине (1886)
Восьмые в истории Аргентины президентские выборы состоялись 11 апреля 1886 года. Новым президентом Аргентины был избран сенатор и экс-губернатор Кордовы Мигель Хуарес Сельман, зять предыдущего президента Хулио Архентино Рока, кандидат Национальной автономистской партии (PAN), которая управляла страной непрерывно с 1876 по 1916 года. Президентство Сельмана было частью так называемой «консервативной» или «олигархической республики» с фактически однопартийным режимом. Вице-президентом стал автономист Карлос Пеллегрини, юрист, журналист и переводчик, бывший сенатор и военный министр.
Хуарес Сельман ушёл в отставку в 1890 году после кровавой Парковой революции, которую возглавили Бартоломе Митре и Леандро Алем, поэтому оставшиеся до конца его срока два года обязанности главы государства исполнял вице-президент Карлос Пеллегрини.

## Выборы
Выборы проводились в рамках режима «открытого голосования» и сопровождались массовыми фальсификациями, насилием, покупкой голосов и крайне низкой явкой, при этом женщинам не разрешалось голосовать или быть избранными. В голосовании приняли участие только 61,9 тыс. человек из 3,094 млн жителей (2,0 %). Согласно конституции выборы президента и вице-президента должны были осуществляться косвенно и раздельно, делегируя окончательные выборы каждого из них провинциальным коллегиям выборщиков, избранных на первичных выборах, избранным считались получившие наибольшее количество голосов в каждом избирательном округе.
Соперниками Хуареса Сельмана, главного претендента на пост президента, были Мануэль Окампо (военный и бизнесмен, провинциальный сенатор) и Бернардо де Иригойен (юрист и дипломат, экс-министр иностранных и внутренних дел). Оба представляли Объединённые партии, союза, который объединил Либеральную партию Бартоломе Митры и Католический союз, а также часть автономистов, сторонников Бернардо де Иригойена и Дардо Роча. Соперников у Сельмана могло быть больше, но адвокат и экс-министр Хосе Бенхамин Горостьяга отказался выдвигаться в президенты от Католического союза, предпочтя карьеру в Верховном суде.
Хуарес Сельман одержал победу в двенадцати из пятнадцати существовавших тогда избирательных округов, потерпев поражение в провинции Буэнос-Айрес (где победил военный и бизнесмен Мануэль Окампо) и в Тукумане (где победил юрист и дипломат, экс-министр Бернардо де Иригойен). В провинции Сальта голосование не проводилось. В 1880 году город Буэнос-Айрес был федерализирован, был выделен из одноимённой провинции в автономный город, жители которого получили право выбирать национальные органы власти, поэтому Буэнос-Айрес стал отдельным избирательным округом и был добавлен к четырнадцати провинциям. Кроме того, с конца 1870-х годов Аргентинская Республика расширила свою территорию в сторону Патагонии и равнины Пампас на юге и в сторону равнины Чако на севере, создав восемь национальных территорий. Также, была образована ещё одна, девятая по счёту, национальная территория, регион Мисьонес, который с 1820-х годов являлся частью провинция Корриентес. Поскольку все эти территории не были провинциями, их жители не имели права избирать президента, парламентариев или власти территории, таким образом, они были лишены избирательных прав.
12 июня собралась коллегия выборщиков, из 232 её членов в голосовании приняли участие 213 человек, 168 из которых проголосовали за Сельмана.

## Итоги голосования
| Кандидат | Кандидат              | Партия              | Выборщики | %     |
| -------- | --------------------- | ------------------- | --------- | ----- |
|          | Мигель Хуарес Сельман | Автономист          | 168       | 78,87 |
|          | Мануэль Окампо        | Объединённые партии | 32        | 15,02 |
|          | Бернардо де Иригойен  | Объединённые партии | 13        | 6,11  |
| Всего    | Всего                 | Всего               | 213       | 100   |